# Nälkämeer
Het Nälkämeer, Nälkäjärvi, is een meer in Zweden, in de gemeente Kiruna. Het water in het meer komt door de Nälkärivier van het Nälkämoeras en stroomt door die rivier ook weer verder.
afwatering: Nälkämoeras → Nälkärivier → meer Nälkämeer → Nälkärivier → Torne → Botnische Golf